# Résolution 242 du Conseil de sécurité des Nations unies
Membres permanents
- Chine (Taïwan)
- États-Unis
- France
- Royaume-Uni
- URSS

Membres non permanents
- Argentine
- Brésil
- Bulgarie
- Canada
- Danemark
- Éthiopie
- Inde
- Japon
- Mali
- Nigéria

Résolution no 241 Résolution no 243
La résolution 242 est une résolution du Conseil de sécurité de l'ONU qui a été votée le 22 novembre 1967 à la suite de la guerre des Six Jours et qui souligne l'inadmissibilité de l'acquisition de territoires par la guerre.
L'ONU se réfère régulièrement à ce texte dans d'autres résolutions adoptées sur la question israélo-palestinienne.

## Vote
La résolution a été approuvée à l'unanimité.

## Contexte
À l'issue de la première guerre israélo-arabe, aucun accord de paix n'a été signé entre Israël et les pays arabes voisins et le problème des réfugiés palestiniens reste sans solution. Après la guerre des frontières, la crise de Suez, l'arrivée au pouvoir de Nasser qui développe une politique d'union pan-arabe et la renaissance du nationalisme palestinien et dans le contexte de la guerre froide, le Moyen-Orient se prépare à un « second round » entre Israël et les pays arabes.
Au cours de l'année 1967, la tension monte entre Israël et la Syrie autour de la question de l'eau et les incidents de frontière se multiplient. En avril, des MIG-21 syriens et des Mirage israéliens s'affrontent sur la frontière. L'État d'Israël émet une plainte officielle à l'Organisation des Nations unies, sans suite. Devant des craintes formulées par les Soviétiques de voir Israël attaquer la Syrie, Nasser décide de soutenir son allié syrien. Le 16 mai, plusieurs divisions égyptiennes se positionnent dans le Sinaï le long de la frontière israélienne et le 18 mai, Israël décrète la mobilisation générale. Le 23 mai, Nasser impose le blocus du détroit de Tiran, qui contrôle le golfe d'Aqaba, seul débouché maritime d'Israël avec l'océan Indien et l'Asie. La diplomatie ne parvient pas à calmer les tensions mais Nasser reçoit le soutien du monde arabe. Le 5 juin, Israël lance une attaque surprise contre l'Égypte puis attaque la Jordanie et la Syrie. En six jours, elle prend le contrôle du Sinaï jusqu'au canal de Suez, de la bande de Gaza, de la Cisjordanie dont Jérusalem-Est et du plateau du Golan qui sont connus sous le nom de « territoires occupés ».
Dans ce nouveau contexte, Israël annexe Jérusalem-Est, dénonce les conventions d'armistice de Rhodes et recherche une solution globale « sur la base de la reconnaissance des faits accomplis depuis 1948 ». Les Arabes, humiliés, resserrent les rangs lors du IVe Sommet de la Ligue arabe et définissent une position politique commune maximaliste à l'encontre d'Israël connue en tant que « triple refus de Khartoum ». La diplomatie internationale entre en jeu sous les auspices d'une médiation américano-soviétique qui aboutit à une résolution du Conseil de sécurité des Nations unies.

## Négociations
Aux Nations unies, les États-Unis défendent le principe du retrait mais veulent qu'il soit inscrit dans le cadre d'un règlement global garantissant une paix durable. Les Soviétiques de leur côté condamnent « l'agression israélienne » et demandent le retrait immédiat des « territoires occupés ». La France a une position intermédiaire et condamne Israël pour avoir déclenché les hostilités malgré ses avertissements et demande à Israël d'évacuer les « territoires occupés » et aux États arabes de reconnaître le droit à l'existence d'Israël. De Gaulle entend par là contrer l'influence soviétique au Moyen-Orient et améliorer ses relations avec le monde arabe qui fait porter la responsabilité des événements à l'occident et aux États-Unis. Les pays du tiers monde soutiennent la nécessité absolue d'exiger un retrait car l'acquisition de territoires par la force serait un précédent susceptible de déstabiliser l'équilibre atteint après la Seconde Guerre mondiale et la décolonisation en Asie, en Afrique et en Amérique latine.
Les discussions portent sur la formulation à donner au retrait et opposent principalement Américains et Soviétiques. Ces derniers demandent un « retrait de tous les territoires occupés ». Une seconde formulation proposant un « retrait des territoires occupés » est avancée mais les Américains les rejettent l'une et l'autre. C'est une proposition britannique qui emporte le consensus : « retrait des forces armées israéliennes des territoires occupés lors du récent conflit »,. Le 20 novembre 1967, l'URSS tente de changer la déclaration, en y incluant le retour israélien sur les lignes d'avant la guerre, mais la demande est rejetée,.

## La résolution
Texte en français : Résolution 242 du Conseil de sécurité des Nations unies - Texte en anglais : UN Security Council Resolution 242
La résolution 242 du Conseil de sécurité est adoptée le 22 novembre 1967 à la majorité absolue des 15 membres :
« Le Conseil de sécurité,
Exprimant l'inquiétude que continue de lui causer la grave situation au Proche-Orient,
Soulignant l'inadmissibilité de l'acquisition de territoires par la guerre et la nécessité d'œuvrer pour une paix juste et durable permettant à chaque État de la région de vivre en sécurité,
Soulignant en outre que tous les États Membres, en acceptant la Charte des Nations unies, ont contracté l'engagement d'agir conformément à l'Article 2 de la Charte,
1. Affirme que l'accomplissement des principes de la Charte exige l'instauration d'une paix juste et durable au Proche-Orient qui devrait comprendre l'application des deux principes suivants :
a. Retrait des forces armées israéliennes des territoires occupés au cours du récent conflit ; 
b. Fin de toute revendication ou de tout état de belligérance, respect et reconnaissance de la souveraineté, de l'intégrité territoriale et de l'indépendance politique de chaque État de la région et de son droit de vivre en paix à l'intérieur de frontières sûres et reconnues, à l'abri de menaces ou d'actes de violence ; 
2. Affirme d'autre part la nécessité
a. De garantir la liberté de navigation sur les voies d'eau internationales de la région ;
b. De réaliser un juste règlement du problème des réfugiés ;
c. De garantir l'inviolabilité territoriale et l'indépendance politique de chaque État de la région, par des mesures comprenant la création de zones démilitarisées ;
3. Prie le Secrétaire général de désigner un représentant spécial pour se rendre au Proche-Orient afin d'y établir et d'y maintenir des rapports avec les États concernés en vue de favoriser un accord et de seconder les efforts tendant à aboutir à un règlement pacifique et accepté, conformément aux dispositions et aux principes de la présente résolution ; 
4. Prie le Secrétaire général de présenter aussitôt que possible au Conseil de sécurité un rapport d'activité sur les efforts du représentant spécial. »

## Analyse
Selon Henry Laurens, « [l]e texte de la résolution est un habile compromis entre les demandes des uns et des autres » : le principe du retrait est mis sur le même pied que la nécessité d'établir une paix durable garantissant la sécurité de tous ; la question du règlement de la liberté de navigation est mise en parallèle avec celle du règlement du problème des réfugiés palestiniens ; l'option d'un médiateur de l'ONU se trouve à mi-chemin entre les positions officielles israélienne et arabe, respectivement la demande de tenue de discussions strictement bilatérales et le refus de toute discussion,.

### Controverse sur l'interprétation de la résolution 242
La résolution 242 est sans doute celle qui a fait couler le plus d'encre. Ceci provient de l'ambiguïté née d'une subtile différence entre les textes anglais et français (tous deux officiels) qui parlent de retrait « des » territoires occupés en français et « from occupied territories » (« de » territoires occupés) en anglais. Les gouvernements israéliens veulent seulement prendre en compte cette dernière version parce que dans une acception limitative elle leur permettrait éventuellement de conserver certains territoires occupés. Ceci ne tient cependant pas compte du second considérant, affirmant l'inadmissibilité de l'acquisition de territoires par la force.
L'Organisation des Nations unies, après avoir obtenu un cessez-le-feu durable à la guerre des Six Jours en 1967, a adopté la résolution 242, qui requiert :
- selon sa version officielle en français, « retrait des forces armées israéliennes des territoires occupés lors du récent conflit » ;
- selon sa version officielle en anglais, « withdrawal of Israel armed forces from territories occupied in the recent conflict » ;
- selon ses versions officielles en espagnol, arabe, russe et chinois (autres langues officielles de l'ONU), un texte dont le sens est le même qu'en français[13].

L'ONU connaît six langues officielles, mais l'anglais et le français ont une prééminence, à égalité, au sein du Conseil de sécurité. La divergence entre la version en anglais et la version française de la même résolution a conduit à des interprétations incompatibles entre elles. L'application de la résolution dans sa version en français signifierait le retrait d'Israël de la totalité des territoires occupés en 1967. La résolution dans sa version en anglais emploie l'expression « from territories » qui pourrait se traduire soit par « de territoires », soit par « des territoires » ; la première traduction sous-entendrait un retrait d'une partie des territoires seulement.
Plusieurs diplomates anglo-saxons, protagonistes de la rédaction de la résolution, ont par la suite déclaré que l'absence de l'article défini était volontaire. Arthur Goldberg, ambassadeur des États-Unis à l'ONU à l'époque et Eugene Rostow (en), sous-secrétaire d'État américain aux Affaires politiques sous le gouvernement Lyndon Johnson, ont défendu la position que l'absence de l'article défini afin de marquer qu'Israël n'était pas tenu d'évacuer l'ensemble des territoires occupés. Le diplomate britannique Hugh Foot, connu également en tant que Lord Caradon et parfois présenté comme « l'architecte » de la résolution a été interrogé plusieurs fois sur cette question précise, notamment dans une interview accordée au Journal of Palestine Studies (en) en 1976. Tout en réaffirmant le principe de « l'inadmissibilité de l'acquisition de territoires par la guerre », il précise : « Nous aurions pu dire : « Bon, vous revenez à la ligne de 1967 ». Mais je connais la ligne de 1967, et elle est mauvaise. On ne peut pas faire pire pour des frontières internationales permanentes. C'est juste là où les troupes se sont arrêtées une certaine nuit de 1948, sans aucun lien avec les besoins de la situation. (...) Si nous avions dit de retourner à la ligne de 1967 — ce qui se serait produit si nous avions spécifié que le retrait devait avoir lieu de tous les territoires — nous aurions eu tort (...) le retrait doit se faire sur la base de — lisons les mots attentivement — frontières sécurisées et reconnues ».
Le Conseil de sécurité n'a depuis pas pris de résolution « interprétative » qui aurait levé l'ambiguïté entre les versions linguistiques et les résolutions ultérieures du conseil de sécurité conservent l'ambiguïté. Par exemple la résolution 476 du 30 juin 1980 indique dans sa version française que le Conseil de sécurité « [r]éaffirme la nécessité impérieuse de mettre fin à l'occupation prolongée des territoires arabes occupés par Israël depuis 1967, y compris Jérusalem » avec la locution « of Arab territories ». La résolution 478 du 20 août 1980 reprend dans son point 1 exactement la même formulation.
Quant à la résolution 2334 du Conseil de sécurité des Nations unies de décembre 2016, elle parle d'occupation et colonisation par Israël « du Territoire palestinien occupé depuis 1967, y compris Jérusalem-Est ».